# Brendan Benson
Brendan Benson (Royal Oak, 14 november 1970) is een Amerikaanse muzikant en singer-songwriter.
Benson speelt gitaar, basgitaar, keyboard, en drums. Hij bracht zelf zes solo-albums uit en is een lid van de groep The Raconteurs.

## Discografie (solo)
Ep's
- Folk Singer (2002)
- Metarie (2003)

Studioalbums
- One Mississippi (1996)
- Lapalco (2002)
- The Alternative to Love (2005)
- My Old, Familiar Friend (2009)
- What Kind of World (2012)
- You Were Right (2013)